# فشرده‌سازی (فیزیک)
در فیزیک، فشرده سازی (به انگلیسی: Compactification) به معنی تغییر یک نظریه نسبت به یکی از ابعاد فضازمانی آن است. به جای داشتن نظریه ای که در آن این بعد نامتناهی است، می توان نظریه را به گونه‌ای تغییر داد که در آن این بعد طول متناهی داشته باشد و همچنین می‌تواند متناوب باشد.
فشرده سازی نقش مهمی در نظریه میدان گرمایی که زمان را فشرده می کند، در نظریه ریسمان که ابعاد اضافی نظریه فشرده سازی می شوند و در فیزیک حالت جامد یک یا دو بعدی که سیستم محدود به یک بعد فضایی است، بازی می کند.
در نقطه حدی که اندازه بعد فشرده شده به صفر میل می کند، هیچ میدانی به این بعد اضافی بستگی نخواهد داشت و نظریه دچار کاهش بعد می شود.